# Pipunculus flavicrus
Pipunculus flavicrus är en tvåvingeart som beskrevs av Wilhelm Ludwig Rapp 1946. Pipunculus flavicrus ingår i släktet Pipunculus och familjen ögonflugor.
Artens utbredningsområde är Kenya. Inga underarter finns listade i Catalogue of Life.